# Suchohrad
Suchohrad (in ungherese Dimvár, in tedesco Dimburg) è un comune della Slovacchia facente parte del distretto di Malacky, nella regione di Bratislava.